# Chepniers
Chepniers est une commune de Saintonge en France (Sud-Ouest) située dans le département de la Charente-Maritime en Nouvelle-Aquitaine.
Ses habitants sont appelés les Chepniacais.

## Géographie

### Communes limitrophes
| Jussas   | Polignac     | Sainte-Colombe    |
| Corignac | Chepniers    | Pouillac          |
|          | Bussac-Forêt | Montlieu-la-Garde |

### Hydrographie

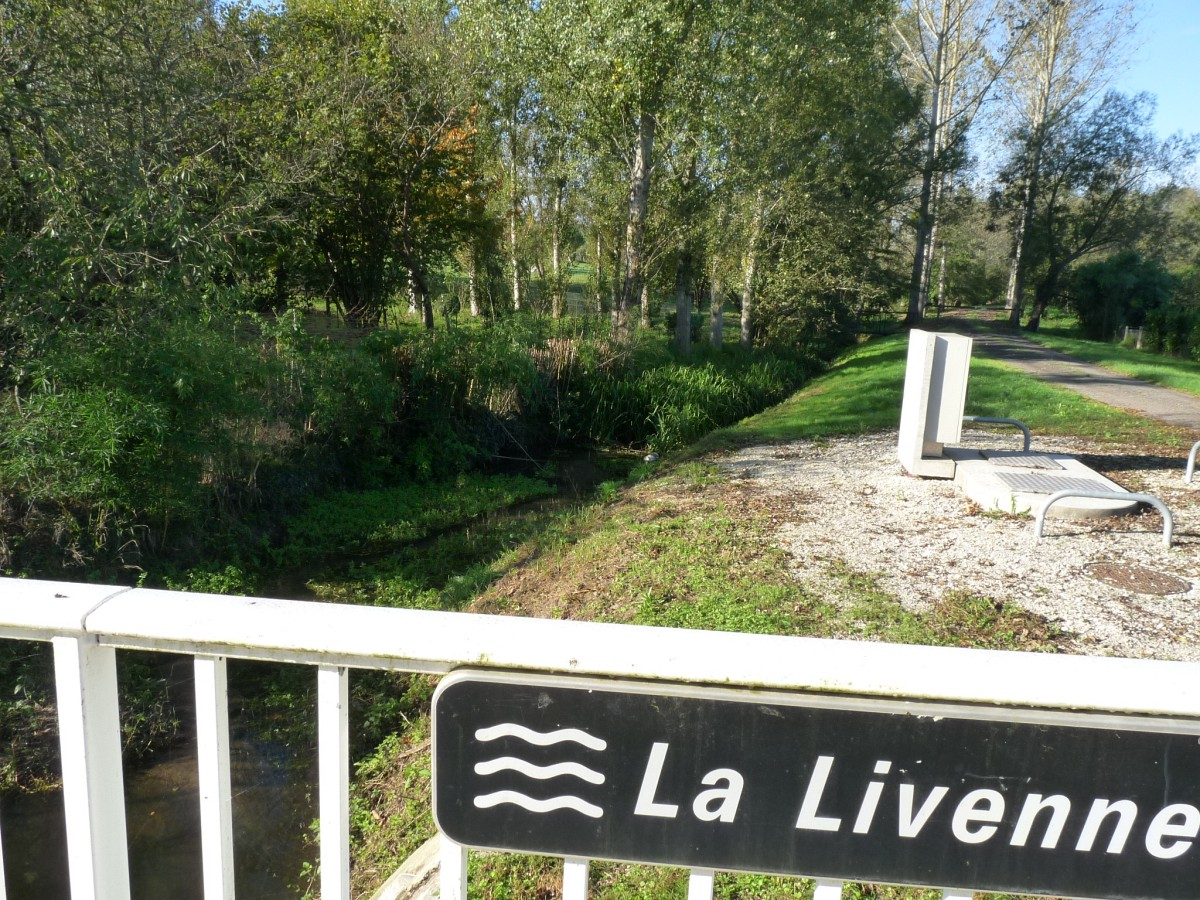
La Livenne traversant le bourg.

La Livenne, affluent de la Gironde, traverse la commune.

## Urbanisme

### Typologie
Au 1er janvier 2024, Chepniers est catégorisée commune rurale à habitat dispersé, selon la nouvelle grille communale de densité à 7 niveaux définie par l'Insee en 2022.
Elle est située hors unité urbaine et hors attraction des villes,.

### Occupation des sols
L'occupation des sols de la commune, telle qu'elle ressort de la base de données européenne d’occupation biophysique des sols Corine Land Cover (CLC), est marquée par l'importance des forêts et milieux semi-naturels (62,2 % en 2018), en augmentation par rapport à 1990 (59,6 %). La répartition détaillée en 2018 est la suivante : 
forêts (61,1 %), terres arables (19,5 %), zones agricoles hétérogènes (13,3 %), zones urbanisées (2,5 %), prairies (2,5 %), milieux à végétation arbustive et/ou herbacée (1,1 %). L'évolution de l’occupation des sols de la commune et de ses infrastructures peut être observée sur les différentes représentations cartographiques du territoire : la carte de Cassini (XVIIIe siècle), la carte d'état-major (1820-1866) et les cartes ou photos aériennes de l'IGN pour la période actuelle (1950 à aujourd'hui).

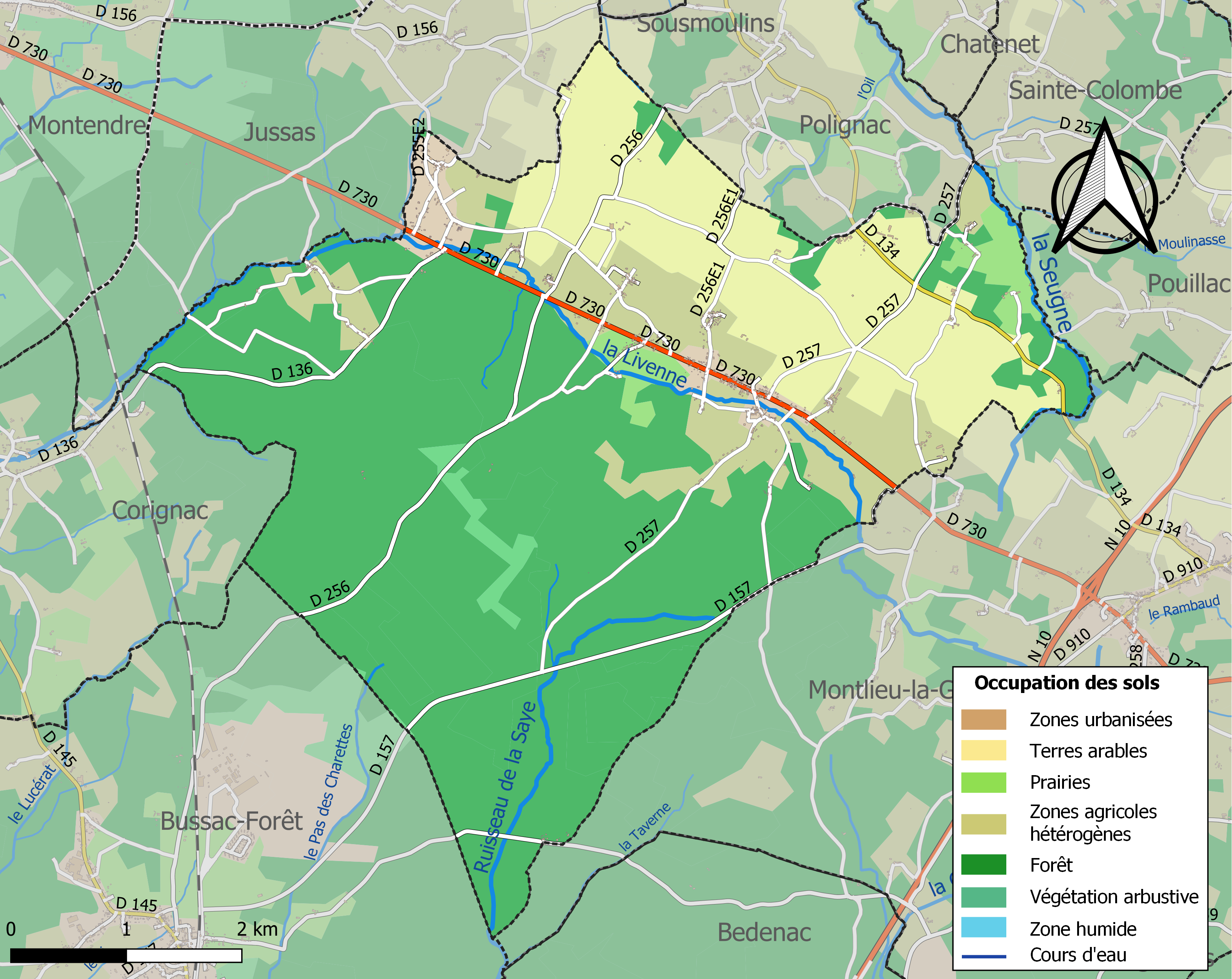
Carte des infrastructures et de l'occupation des sols de la commune en 2018 (CLC).

### Risques majeurs
Le territoire de la commune de Chepniers est vulnérable à différents aléas naturels : météorologiques (tempête, orage, neige, grand froid, canicule ou sécheresse), inondations, feux de forêts, mouvements de terrains et séisme (sismicité faible). Il est également exposé à un risque technologique, le transport de matières dangereuses. Un site publié par le BRGM permet d'évaluer simplement et rapidement les risques d'un bien localisé soit par son adresse soit par le numéro de sa parcelle.

#### Risques naturels
Certaines parties du territoire communal sont susceptibles d’être affectées par le risque d’inondation par débordement de cours d'eau, notamment le Ruisseau de la Saye, la Seugne et la Livenne. La commune a été reconnue en état de catastrophe naturelle au titre des dommages causés par les inondations et coulées de boue survenues en 1982, 1999 et 2010,.
Chepniers est exposée au risque de feu de forêt du fait de la présence sur son territoire du massif de la Double saintongeaise, un massif classé à risque dans le plan départemental de protection des forêts contre les incendies (PDPFCI), élaboré pour la période 2017-2026 et qui fait suite à un plan 2007-2016. Les mesures individuelles de prévention contre les incendies sont précisées par divers arrêtés préfectoraux et s’appliquent dans les zones exposées aux incendies de forêt et à moins de 200 mètres de celles-ci. L’article L.131-1 du code forestier et l’arrêté du 2 décembre 2020 règlementent l'emploi du feu en interdisant notamment d’apporter du feu, de fumer et de jeter des mégots de cigarette dans les espaces sensibles et sur les voies qui les traversent sous peine de sanctions. Un autre arrêté du 2 décembre 2020 rend le débroussaillement obligatoire, incombant au propriétaire ou ayant droit,,,.

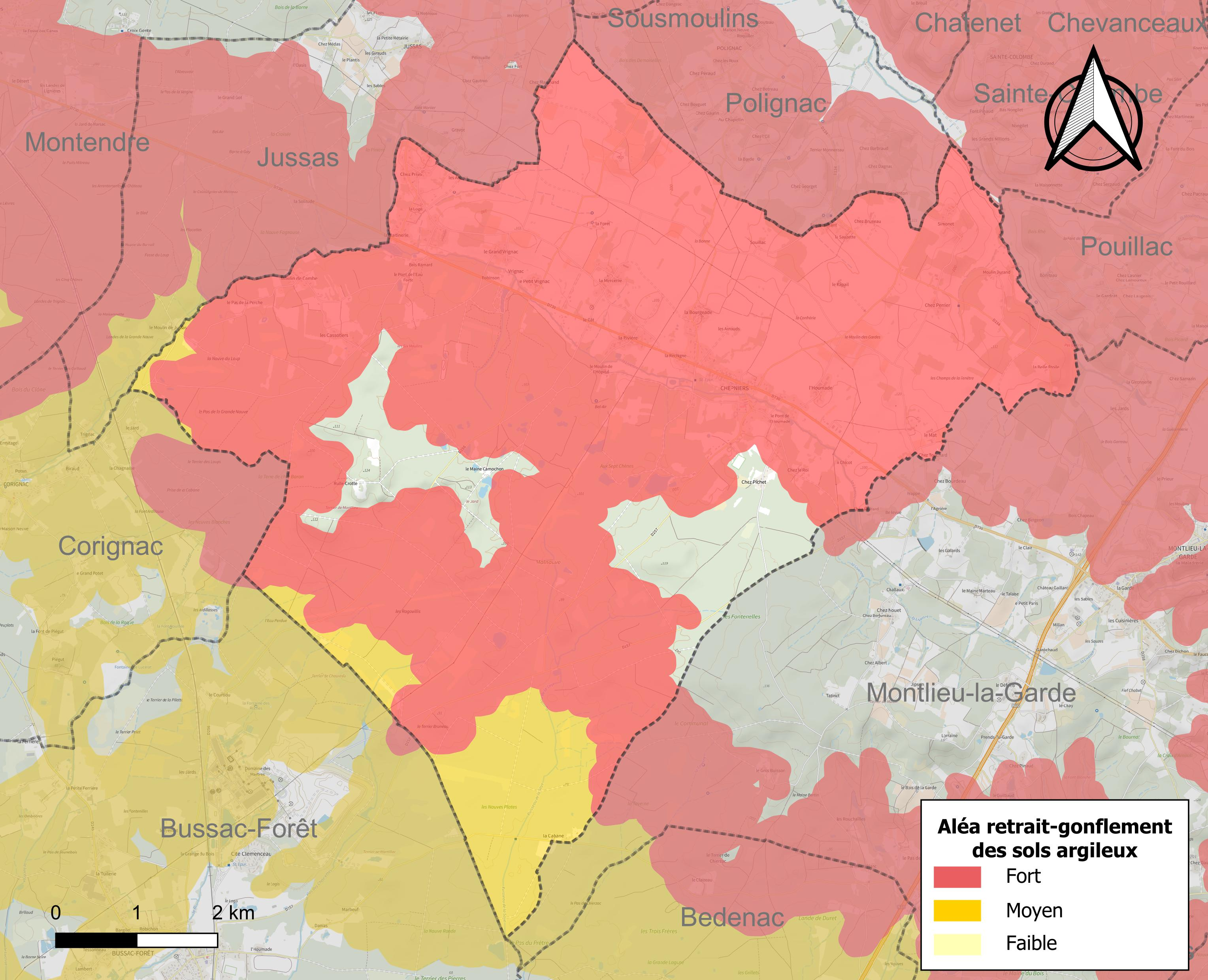
Carte des zones d'aléa retrait-gonflement des sols argileux de Chepniers.

Les mouvements de terrains susceptibles de se produire sur la commune sont des tassements différentiels.
Le retrait-gonflement des sols argileux est susceptible d'engendrer des dommages importants aux bâtiments en cas d’alternance de périodes de sécheresse et de pluie. 90,6 % de la superficie communale est en aléa moyen ou fort (54,2 % au niveau départemental et 48,5 % au niveau national). Sur les 387 bâtiments dénombrés sur la commune en 2019, 377 sont en aléa moyen ou fort, soit 97 %, à comparer aux 57 % au niveau départemental et 54 % au niveau national. Une cartographie de l'exposition du territoire national au retrait gonflement des sols argileux est disponible sur le site du BRGM,.
Par ailleurs, afin de mieux appréhender le risque d’affaissement de terrain, l'inventaire national des cavités souterraines permet de localiser celles situées sur la commune.
Concernant les mouvements de terrains, la commune a été reconnue en état de catastrophe naturelle au titre des dommages causés par la sécheresse en 2003 et 2011 et par des mouvements de terrain en 1999 et 2010.

#### Risques technologiques
Le risque de transport de matières dangereuses sur la commune est lié à sa traversée par une ou des infrastructures routières ou ferroviaires importantes ou la présence d'une canalisation de transport d'hydrocarbures. Un accident se produisant sur de telles infrastructures est susceptible d’avoir des effets graves sur les biens, les personnes ou l'environnement, selon la nature du matériau transporté. Des dispositions d’urbanisme peuvent être préconisées en conséquence.

## Toponymie
Le toponyme Chepniers est issu du gaulois cassanos, signifiant chêne.
Chepniers s'est paraît-il appelé Chaunier au XVe siècle, Chempniers au XVIIIe siècle, sur les actes notariés on trouve aussi Chenier.

## Les Hospitaliers
L'église paroissiale Saint-Étienne date des XIIe et XIIIe siècles. C'était une ancienne commanderie des Hospitaliers de l'ordre de Saint-Jean de Jérusalem. L'arrière du bâtiment en est caractéristique. Elle est inscrite monument historique depuis 1935.

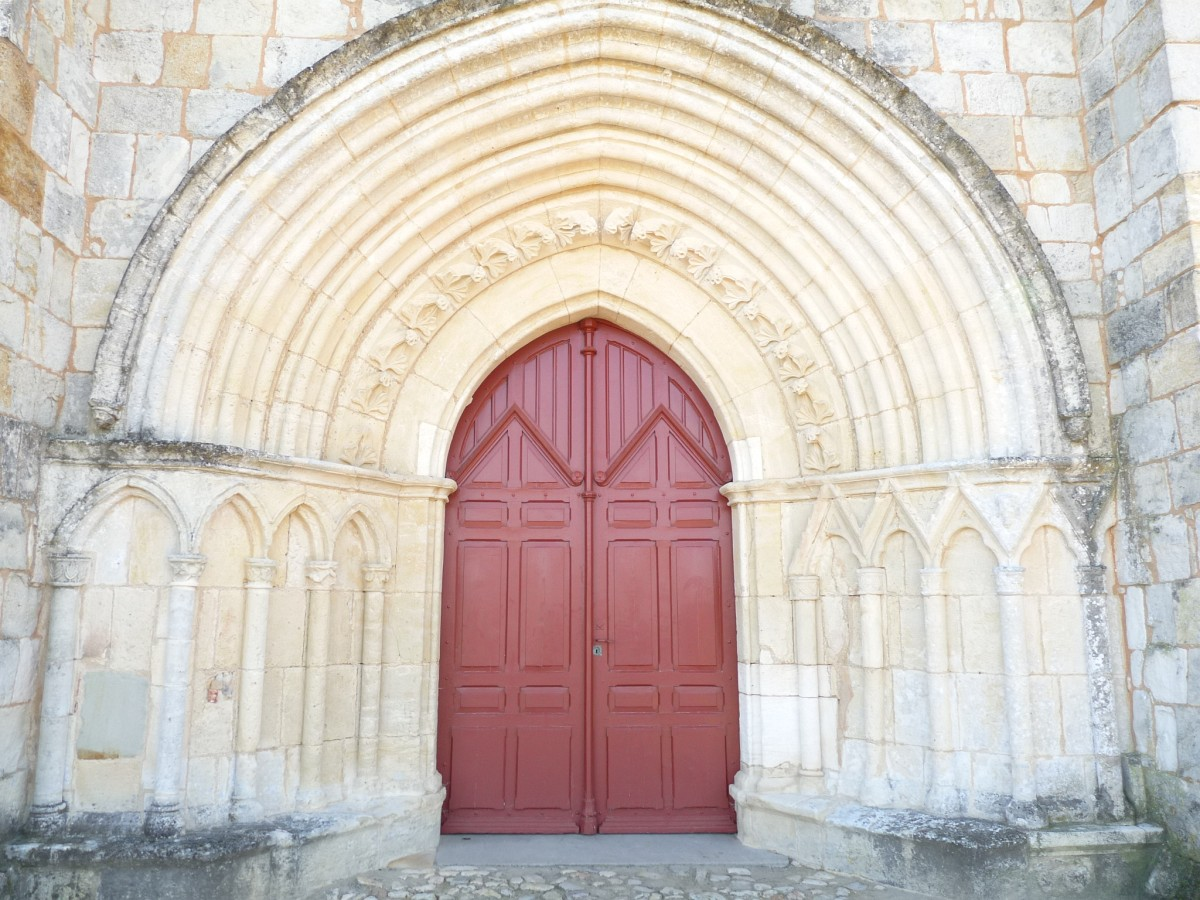
Le portail de l'église.
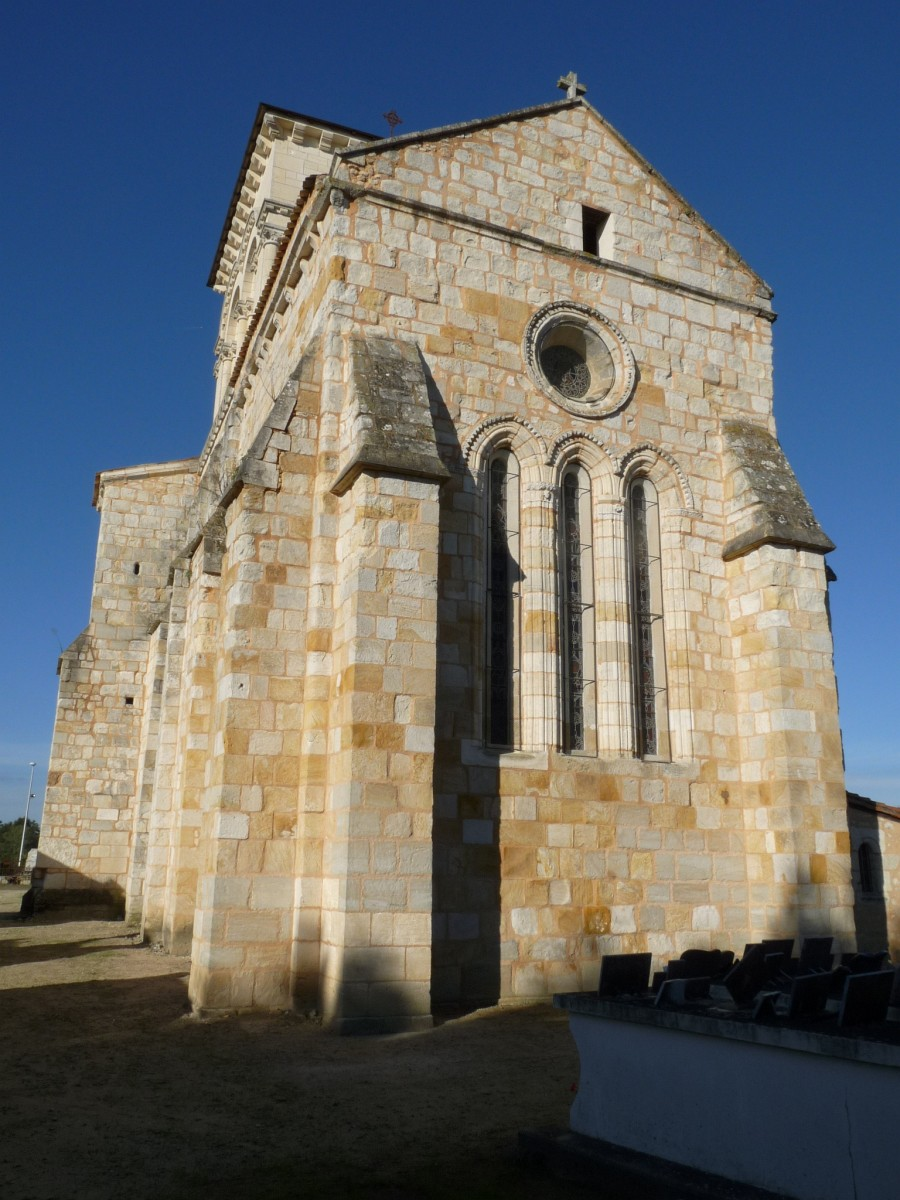
Le chevet.
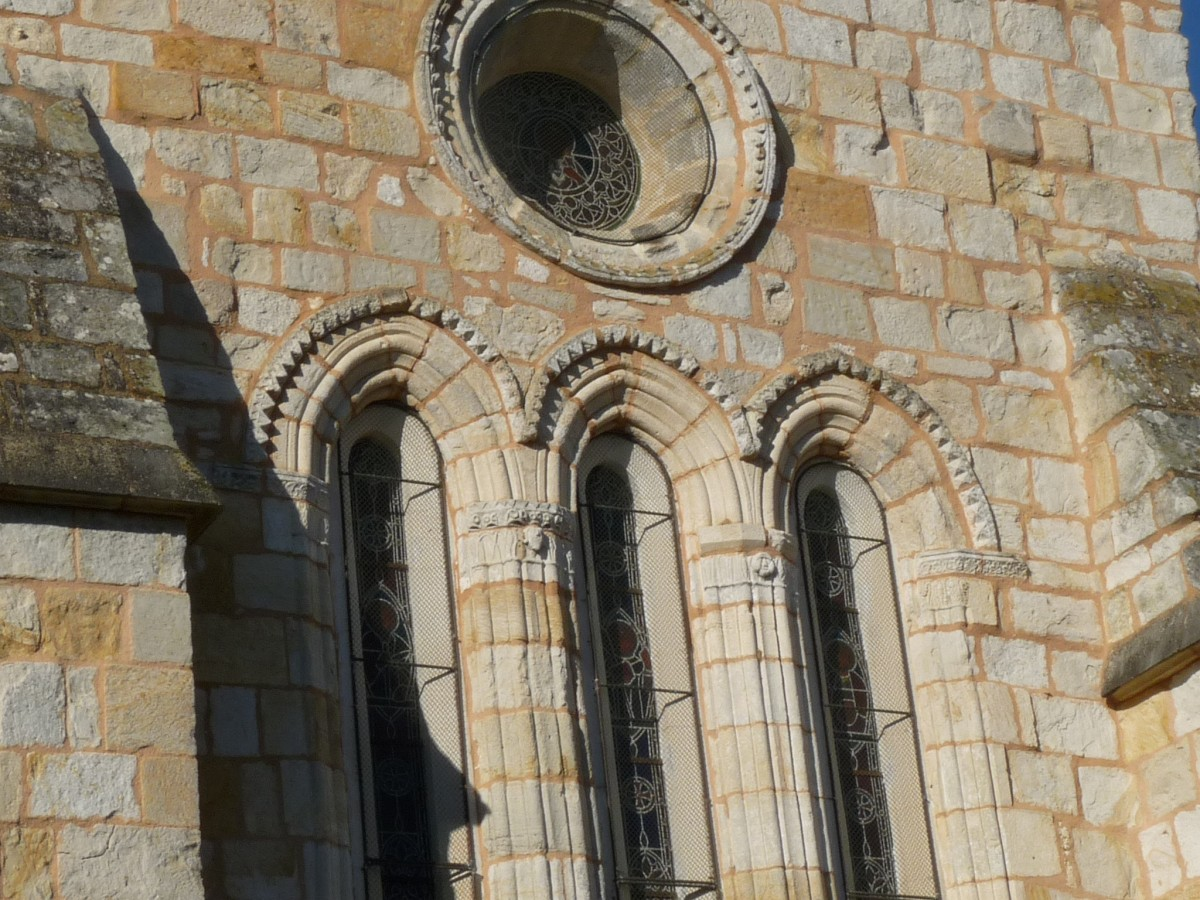
Détail du chevet.

## Administration

### Liste des maires

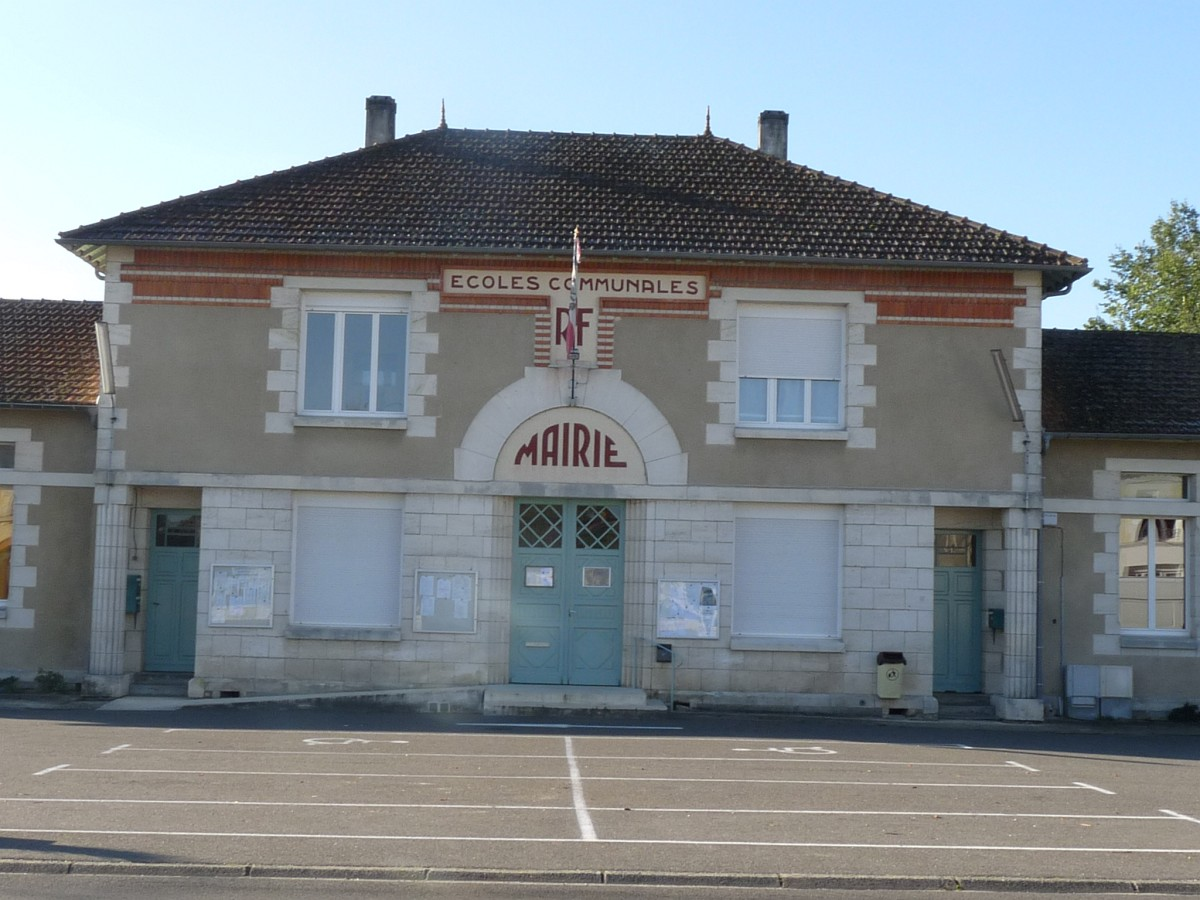
La mairie.

| Période                                  | Période | Identité                 | Étiquette | Qualité                    |
| ---------------------------------------- | ------- | ------------------------ | --------- | -------------------------- |
| 1793                                     | 1800    | Pierre de Flambard       |           |                            |
| 1800                                     | 1807    | M. Gombaud               |           |                            |
| 1807                                     | 1814    | M. Morineau              |           |                            |
| 1814                                     | 1822    | Pierre Chauve            |           |                            |
| 1822                                     | 1831    | Jacques Riquet           |           |                            |
| 1832                                     | 1848    | Jean-Sylvain de Flambard |           |                            |
| 1848                                     | 1849    | Jean Chauve              |           |                            |
| 1849                                     | 1852    | Jean Boutry              |           |                            |
| 1853                                     | 1855    | Louis-Pierre Perrier     |           |                            |
| 1855                                     | 1874    | Firmin Coustolle         |           |                            |
| 1875                                     | 1912    | Marcel Elie              |           |                            |
| 1912                                     | 1925    | Pierre Démontis          |           |                            |
| 1925                                     | 1928    | Henri Richard            |           |                            |
| 1928                                     | 1929    | Alphonse Chauve          |           |                            |
| 1929                                     | 1935    | Saint-Jean Cellier       |           |                            |
| 1935                                     | 1945    | Médéric Clémenceau       |           |                            |
| 1945                                     | 1946    | André Juillon            |           |                            |
| 1946                                     | 1947    | Marcel Latouche          |           |                            |
| 1947                                     | 1961    | Gaston Heulet            |           |                            |
| 1961                                     | 1977    | Olivier Gaignerot        |           |                            |
| 1977                                     | 1991    | Philippe Jullien         |           |                            |
| 1991                                     | 2001    | Yvon Lhermite            |           |                            |
| 2001                                     | 2014    | René Ménard              |           |                            |
| 2014                                     | 2020    | Michel Louassier         |           | Retraité Fonction publique |
| Les données manquantes sont à compléter. |         |                          |           |                            |

## Population et société

### Démographie

#### Évolution démographique
L'évolution du nombre d'habitants est connue à travers les recensements de la population effectués dans la commune depuis 1685. Pour les communes de moins de 10 000 habitants, une enquête de recensement portant sur toute la population est réalisée tous les cinq ans, les populations de référence des années intermédiaires étant quant à elles estimées par interpolation ou extrapolation. Pour la commune, le premier recensement exhaustif entrant dans le cadre du nouveau dispositif a été réalisé en 2006.

En 2022, la commune comptait 694 habitants, en évolution de +6,28 % par rapport à 2016 (Charente-Maritime : +4,04 %, France hors Mayotte : +2,11 %).
| 1685 | 1709 | 1713 | 1720 | 1738 | 1763 | 1768 | 1774 | 1776 |
| ---- | ---- | ---- | ---- | ---- | ---- | ---- | ---- | ---- |
| 485  | 456  | 421  | 417  | 460  | 619  | 440  | 479  | 532  |

| 1789 | 1793 | 1795 | 1799 | 1806 | 1815 | 1820 | 1831 | 1836 |
| ---- | ---- | ---- | ---- | ---- | ---- | ---- | ---- | ---- |
| 287  | 774  | 808  | 825  | 875  | 843  | 846  | 992  | 993  |

| 1841  | 1846 | 1851 | 1856 | 1861 | 1866 | 1872 | 1876 | 1881 |
| ----- | ---- | ---- | ---- | ---- | ---- | ---- | ---- | ---- |
| 1 018 | 996  | 955  | 950  | 896  | 821  | 912  | 887  | 936  |

| 1886 | 1891 | 1896 | 1901 | 1906 | 1911 | 2006 | 2011 | 2016 |
| ---- | ---- | ---- | ---- | ---- | ---- | ---- | ---- | ---- |
| 882  | 838  | 860  | 869  | 857  | 804  | 641  | 664  | 653  |

| 2021 | 2022 | - | - | - | - | - | - | - |
| ---- | ---- | - | - | - | - | - | - | - |
| 674  | 694  | - | - | - | - | - | - | - |

#### Pyramide des âges
La population de la commune est relativement âgée.
En 2018, le taux de personnes d'un âge inférieur à 30 ans s'élève à 26,1 %, soit en dessous de la moyenne départementale (29 %). À l'inverse, le taux de personnes d'âge supérieur à 60 ans est de 38,9 % la même année, alors qu'il est de 34,9 % au niveau départemental.
En 2018, la commune comptait 304 hommes pour 336 femmes, soit un taux de 52,5 % de femmes, légèrement supérieur au taux départemental (52,15 %).
Les pyramides des âges de la commune et du département s'établissent comme suit.
| Hommes | Classe d’âge | Femmes |
| ------ | ------------ | ------ |
| 1,3    | 90 ou +      | 0,9    |
| 9,4    | 75-89 ans    | 13,3   |
| 27,2   | 60-74 ans    | 25,6   |
| 20,7   | 45-59 ans    | 21,4   |
| 14,7   | 30-44 ans    | 13,2   |
| 10,9   | 15-29 ans    | 13,0   |
| 15,8   | 0-14 ans     | 12,6   |

| Hommes | Classe d’âge | Femmes |
| ------ | ------------ | ------ |
| 1,1    | 90 ou +      | 2,6    |
| 10,1   | 75-89 ans    | 12,6   |
| 22     | 60-74 ans    | 23,2   |
| 20,1   | 45-59 ans    | 19,7   |
| 16,1   | 30-44 ans    | 15,6   |
| 15,2   | 15-29 ans    | 12,7   |
| 15,4   | 0-14 ans     | 13,6   |

## Équipements, services et vie locale

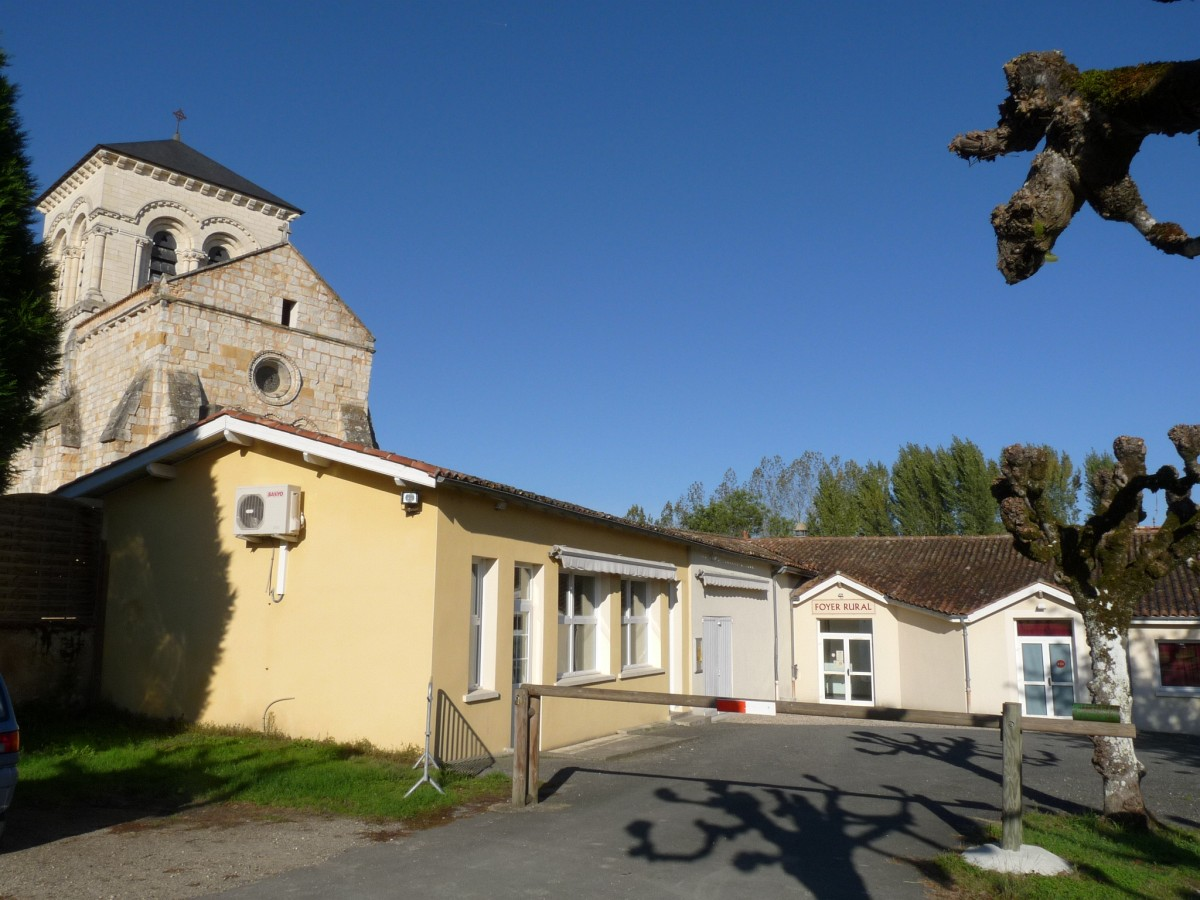
Le foyer, près de l'église.

## Lieux et monuments

### Patrimoine religieux
Une croix monumentale datant de 1682 se trouve dans le cimetière derrière l'église Saint-Étienne.

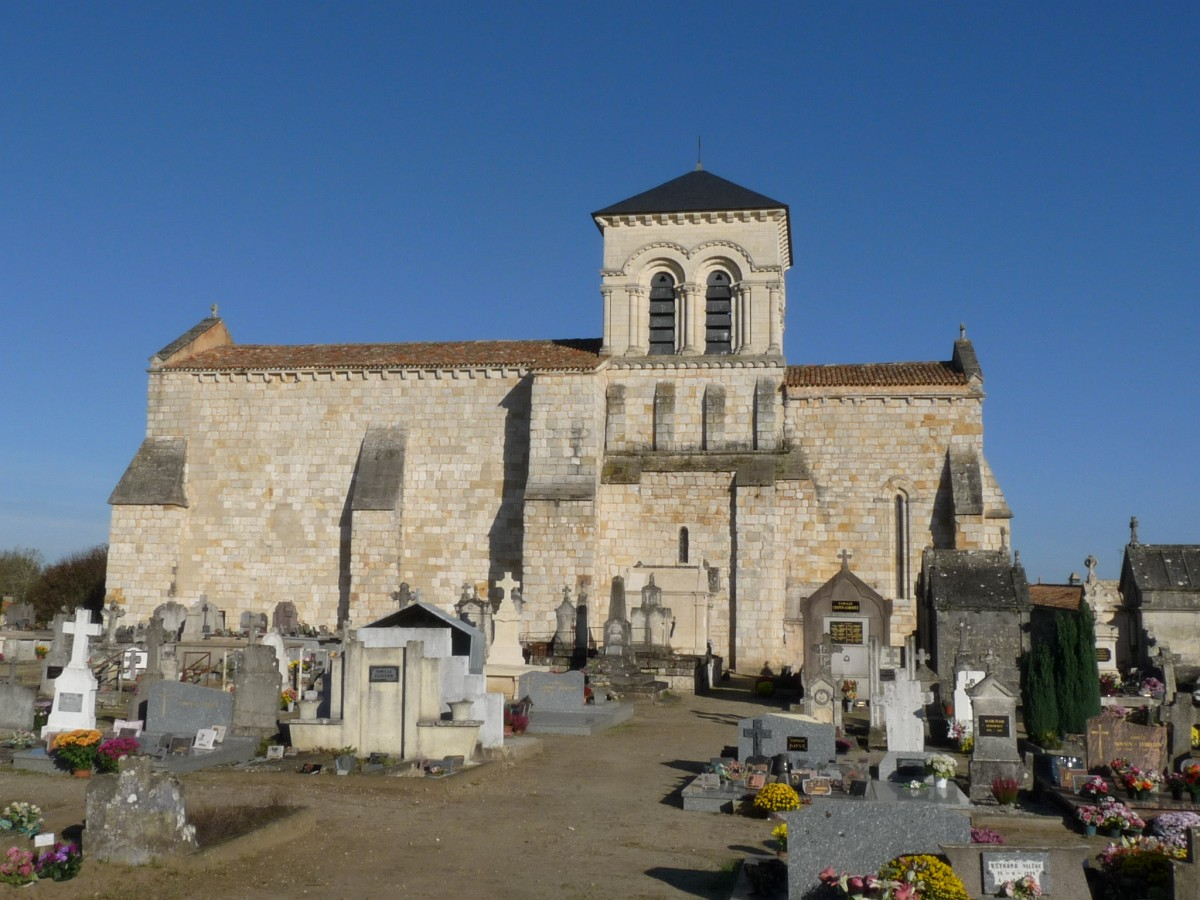
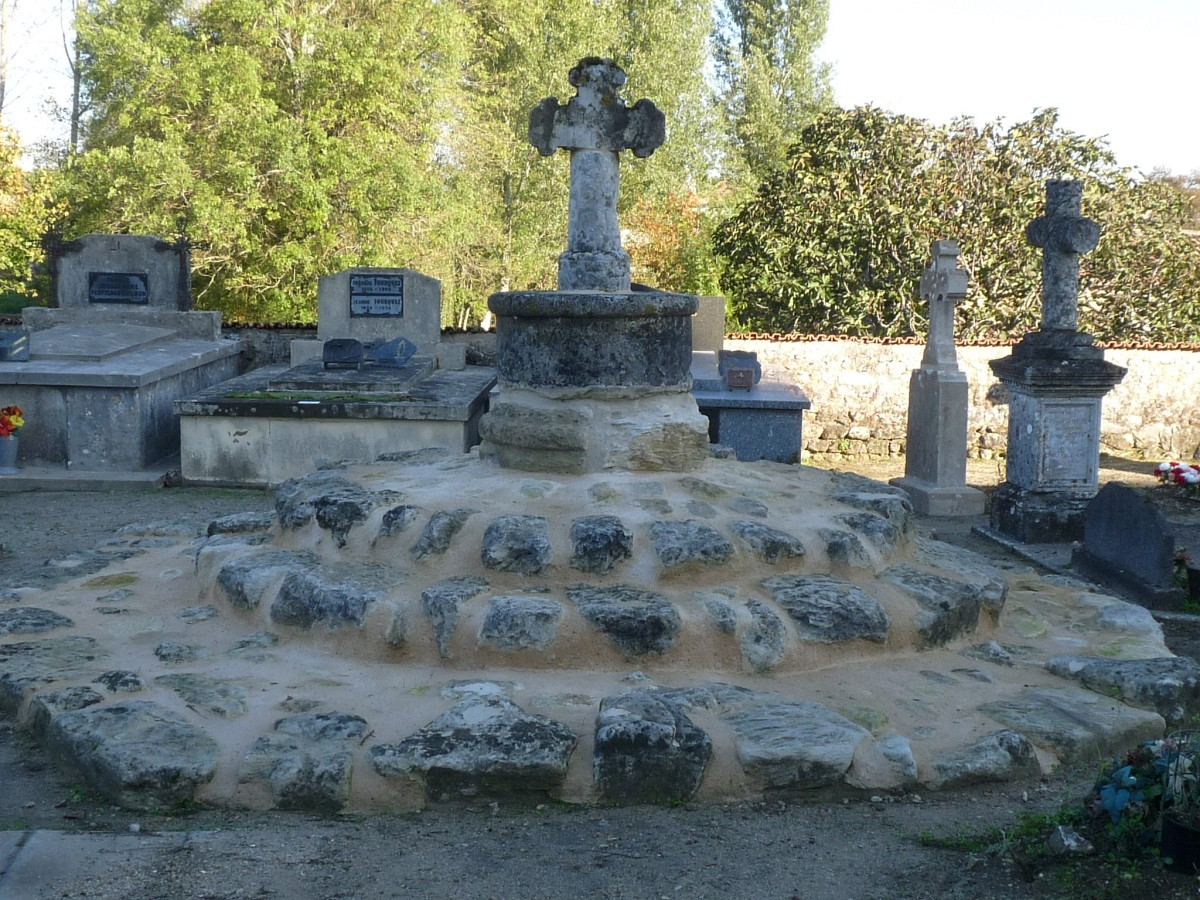
La croix monumentale.
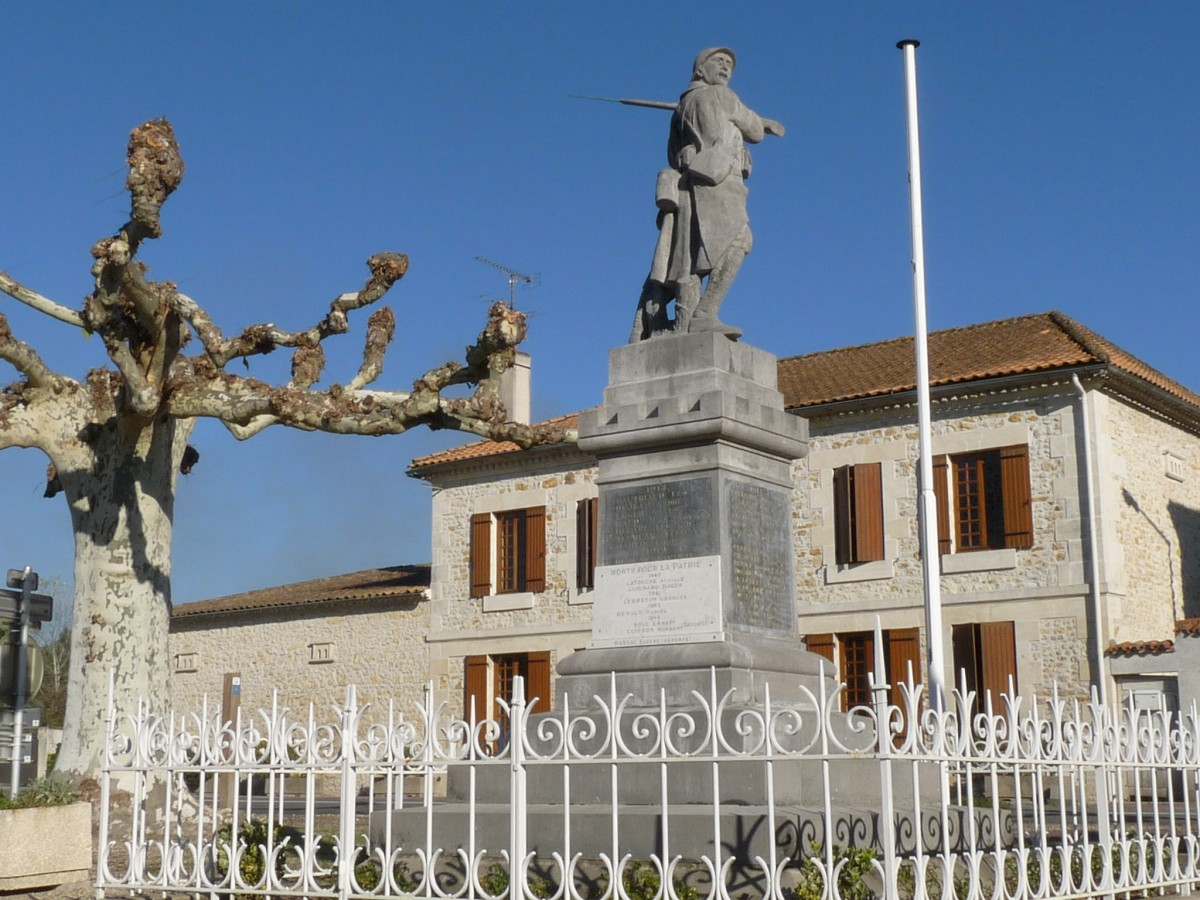
Le monument aux morts.

## Personnalités liées à la commune
- Pierre Augustin Riquet, homme politique né le 19 février 1753 à Chepniers (Charente-Maritime) et décédé le 14 novembre 1812 à Orignolles (Charente-Maritime).